# Duvetorp
Duvetorp är kyrkby i Kristvalla socken i Nybro kommun i Kalmar län belägen tre kilometer nordost om Nybro. 
I Duvetorp ligger Kristvalla kyrka.